# 法比安·巴尔别罗
法比安·朱塞佩·巴尔别罗（義大利語：Fabian Giuseppe Barbiero，1984年5月2日—）是澳大利亚阿德莱德一名足球运动员，他在场上司职中场。现效力于澳大利亚职业足球联赛的阿德莱德联足球俱乐部。

## 俱乐部生涯
巴尔别罗在2007/08年赛季被阿德莱德联签下，并在欣德马什体育场对阵珀斯光荣时助球队1-1战平，并在之后的三场比赛中打满全场。
因祖拿斯·萨利不符合国际足联的规定，巴尔别罗成为了阿德莱德联的主力中场参加亚冠联赛。在战胜本尤德科的比赛中，它不仅被指派盯防里瓦尔多，而且还打进了第二粒进球。
巴尔别罗第二粒联赛进球是在2009年1月9日对阵纽卡斯尔喷气机时打入，助球队1-0领先。赛季结束后，巴尔别罗曾去德国德国足球乙级联赛菲尔特足球俱乐部测验。

## 国际生涯
巴尔别罗在澳大利亚国家足球队中的首场国际比赛是在2009年5月4日于亚洲杯中对阵科威特。

## 职业生涯数据统计
(数据截止2010年2月2日)
| 俱乐部     | 赛季    | 联赛1 | 联赛1 | 杯赛 | 杯赛 | 国际比赛2 | 国际比赛2 | 总计 | 总计 |
| 俱乐部     | 赛季    | 出场  | 进球  | 出场 | 进球 | 出场      | 进球      | 出场 | 进球 |
| ---------- | ------- | ----- | ----- | ---- | ---- | --------- | --------- | ---- | ---- |
| 阿德莱德联 | 2007–08 | 3     | 0     | 0    | 0    | 0         | 0         | 3    | 0    |
| 阿德莱德联 | 2008–09 | 19    | 2     | 3    | 0    | 8         | 1         | 30   | 3    |
| 阿德莱德联 | 2009–10 | 18    | 3     | 0    | 0    | 0         | 0         | 18   | 3    |
| 阿德莱德联 | 2010–11 | 16    | 1     | 0    | 0    | 0         | 0         | 16   | 1    |
| 阿德莱德联 | 2011–12 | 18    | 2     | 0    | 0    | 0         | 0         | 18   | 2    |
| 阿德莱德联 | 2012–13 | 11    | 0     | 0    | 0    | 0         | 0         | 11   | 0    |
| 总计       | 总计    |       |       |      |      |           |           | 51   | 6    |

1 - 包括澳超决赛的数据

2 - 包括世俱杯、 亚冠联赛

## 荣誉
个人:
- 阿德莱德联队最佳球员: 2008-2009, 2009-2010